# Heinkel He 111
Heinkel He 111 byl hlavní německý střední bombardér v prvních letech druhé světové války a možná nejznámější symbol Luftwaffe během bitvy o Británii.
Letoun byl vyvíjen od počátku 30. let jako rychlý dopravní a poštovní letoun pro Lufthansu, ale už od začátku se podobal spíš vojenskému typu. Prototyp He 111V4 (D-AHAO) byl veřejnosti představen roku 1936 jako dopravní letoun. Roku 1937 tyto letouny ve službách Lufthansy podnikaly tajné průzkumné přelety nad Británií, Francií a SSSR.
Od konce roku 1935 Heinkel pracoval na předsériové verzi He 111 A-0. Šlo o dolnoplošník s doutníkovým trupem s prosklenou přídí, eliptickými křídly a dvěma řadovými motory BMW VI o výkonu 447 kW, maximální rychlost byla jen 310 km/h a tak Luftwaffe letouny do služby nezařadila; na konci roku 1936 jich bylo 6 dodáno Číně.
První verzí ve službách Luftwaffe byla B-1 (1937) se silnějšími motory DB 600 o výkonu 647 kW a obrannou výzbrojí tří kulometů a verze B-2 s motory DB 600CG o výkonu 699 kW; tyto letouny byly mj. zkoušeny ve Španělsku, kde letovými vlastnostmi překonaly ostatní bombardéry a rychlostí se vyrovnaly všem sovětským stíhačkám protivníka. Tento úspěch vedl k názoru, že všechny bombardéry, které vznikly během 30. let (např. Do 17 nebo Ju 86) díky své rychlosti nepotřebují mnoho obranné výzbroje, a proto musely letounům He 111 stačit tři kulomety až do bitvy o Anglii; tam však byla jejich skutečnou obranou pouze odolnost konstrukce a z ní vyplývající schopnost vrátit se domů i se značným bojovým poškozením.
Během invaze do Polska bylo ve výzbroji Luftwaffe asi 800 bombardérů He 111, ale už roku 1941 jich bylo k bombardování určeno jen okolo 200 ks a od roku 1943 se používaly už jen jako transportní, cvičné, průzkumné nebo jiné speciální účely. Celkem se vyrobilo okolo 7 000 ks těchto letounů. Španělské letouny CASA 2.111 s britskými motory Merlin se vyráběly ještě dlouho po válce a ve službě zůstaly až do 50. let.

## Vznik a vývoj

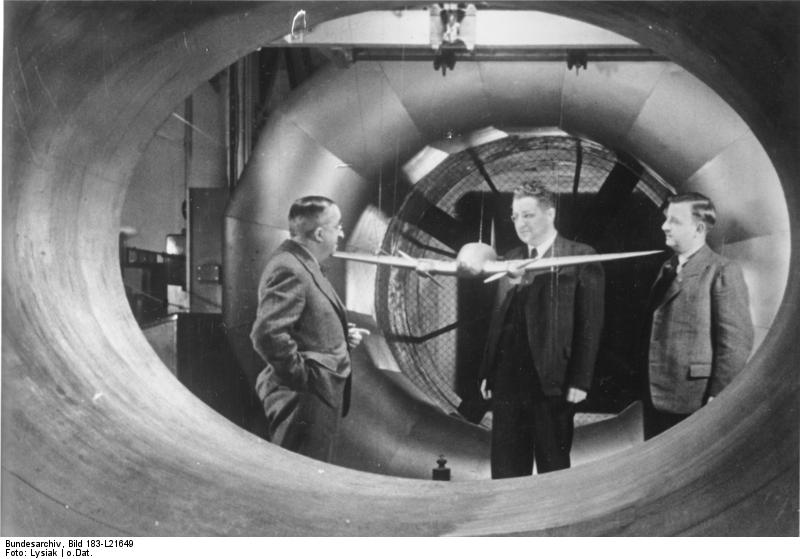
Model Heinkelu He 111 v aerodynamickém tunelu

Počátkem 30. let 20. století se Ernst Heinkel rozhodl postavit nejrychlejší dopravní letadlo na světě, což se však setkalo se skepticismem německého leteckého průmyslu a politického vedení. Heinkel svěřil vývoj do rukou bratrům Siegfriedu a Walteru Günterovým, kteří byli v průmyslu a firmě ještě nováčky. V červnu 1933 navštívil Heinkelovu kancelář Albert Kesselring, tehdejší šéf administrativní kanceláře Luftwaffe. V té době Německo nemělo ministerstvo letectví, ale jen letecký komisariát - Luftfahrtkommissariat. Kesselring doufal, že se mu podaří založit nové vzdušné síly, které by se zformovaly z existujícího leteckého sboru Reichswehru a přesvědčil Heinkela, aby přesunul svou továrnu z Warnemünde do Rostocku a zavedl sériovou výrobu He 111, se kterou by pomáhalo 3000 zaměstnanců. Heinkelův nový návrh byl reakcí na nové americké stroje, které se začaly na trhu objevovat – šlo o stroje Lockheed 12, Boeing 247 a Douglas DC-2.
První nový jednomotorový Heinkel He 70 Blitz sjel z výrobní linky v roce 1932 a okamžitě zlomil několik rekordů. Ve své normální konfiguraci, se 4 pasažéry na palubě, dosáhl rychlosti 380 km/h, přičemž ho poháněl motor BMW VI o s výkonu 447 kW. Eliptické křídlo, které bratři Güntherovi použili již při stavbě sportovního letadla Bäumer Sausewind, se stalo jedním z charakteristických rysů nejen He 111, ale i jiných letadel, které během kariéry u Heinkela navrhli. Luftwaffe tento návrh okamžitě zaujal, protože hledala stroj, který by mohl být použit v úlohách bombardéru a dopravního letadla.

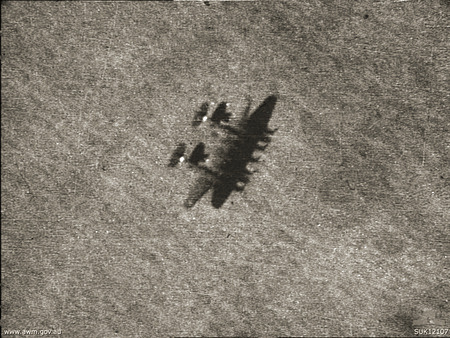
He 111Z

Heinkel He 111 byl dvoumotorovou verzí He 70, přičemž si zachoval charakteristická křídla a ocasní plochy a také motory BMW, takže nový stroj byl často přezdívaný "Doppel Blitz" (dvojitý blesk). Když Dornier Do 17 nahradil He 70, Heinkel potřeboval dvoumotorový stroj, aby mohl konkurovat svým protivníkům. Na návrhu tohoto stroje strávil 200 000 hodin. Trup byl prodloužen z 11,7 na 17,4 m a rozpětí z 14,6 na 22,6 m.
Stroje byly poháněny motory DB 600, ale protože ty byly použity primárně pro stroje Bf 109 a Bf 110 další verze od typu E dostaly dvanáctiválcové řadové motory Jumo 211A-1 chlazené kapalinou. Od ledna 1938 byla zahájena výroba malého počtu předsériových He 111 E-0 následovaná od ledna variantou He 111 E-1 s nosností 2000 kg pum. Nejpočetnější vyráběnou verzí byla E-3, která se od E-1 lišila vybavením. Heinkel He 111 E-4 a E-5 vyráběné v malém počtu mohly na vnějších závěsnících přenášet i pumy těžší než 100 kg. Varianta E-5 mohla nést v jedné z pumovnic přídavné palivové nádrže. "Éčka" obdržela jako první také nový bombardovací zaměřovač Lofte 7, který se užíval až do konce války.
Další verze F měla upravené křídlo, které mělo jednodušší výrobu. Velkými úpravami prošla verze P, která měla nové motory Daimler-Benz DB 601, zcela nový typ zasklené aerodynamické kabiny místo původní odstupňované. Díky těmto úpravám dosahoval stroj ve výšce 5000 m rychlost 475 km/h a jeho cestovní rychlost vzrostla na 370 km/h. Brzy se však ukázalo, že s dodávkami výkonných motorů Daimler-Benz budou problémy a proto se začalo opět pracovat s motory Junkers Jumo 211. Po jejich namontování do draku verze P vznikla nejrozšířenější verze H. Byla vyráběna od roku 1940 do roku 1944. Bylo vyrobeno mnoho variant této verze, zajímavý byl např. He 111H-22, který mohl podvěšeně nést jednu střelu V-1.
Zajímavostí byla verze He 111Z-1, která se na návrh Ernsta Udeta skládala z 2 spojených He 111, které měly v místě spoje na křídlech pátý motor Jumo 211F-2. První dva prototypy V1 A V2 byly zalétány koncem podzimu 1941 a vznikly spojením dvou draků He 111 H-6. Celkem bylo postaveno 12 kusů, které na konci jara 1942 převzala Luftwaffe. Tyto stroje byly používány k vlečení těžkých kluzáků Messerschmitt Me 321 nebo dvou Gotha Go 242. Z-1 používala výsadková jednotka Luftlandegeschwader LLG 1, jejíž tři Gruppen si stroje pro speciální akce navzájem půjčovaly. První větší akcí He 111Z-1 u LLG 1 byly vleky kluzáků do a z oblasti Stalingradu. V lednu 1943 se LLG 1 účastnila akce na Kubáni, kde He 111Z-1 s kluzáky zásobovaly obklíčené jednotky 17. armády Wehrmachtu a napomohly obklíčení prolomit. Během jara 1943 se He 111Z-1 jednotky LLG 1 vrátily do Německa. Po reorganizaci se LLG 1 spolu s LLG 2 přesunuly do Francie. V únoru 1944 byla z Francie do Německa stažena LLG 2, po vylodění spojenců také LLG 1. V té době již existovalo jen osm letounů He 111Z-1, z toho pět letuschopných. Po zrušení LLG 1 a LLG 2 byly zbylé stroje převedeny ke Kampfgeschwader 200 a její 4. Staffel, od 20. listopadu 1944 pak u její 16.Staffel. Poslední He 111Z-1 dolétaly v dubnu 1945.
Přestože Heinkely 111 byly od roku 1942 evidentně zastaralé i na východní frontě, byli Němci, kvůli nedostatku jiných těžších bombardérů, nuceni vyrábět tato letadla až do roku 1944.

## První let a služba u Lufthansy

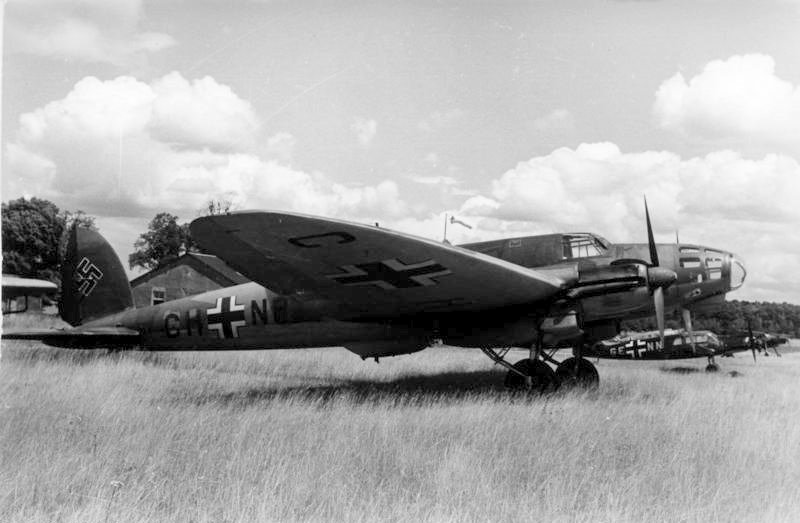
He 111E ve službách Luftwaffe, 1940. Tyto stroje měly ještě odstupňovanou kabinu

První prototyp He 111a (V1) vzlétl 24. února 1935, pilotovaný hlavním testovacím pilotem Gerhardem Nitschkem, kterému bylo přikázáno nepřistávat na firemním letišti továrny Heinkel v Rostocku-Marienehe, protože přistávací dráha byla příliš krátká. Místo toho měl přistát v Rechlinu. Ale pilot rozkaz ignoroval a přistál v Marienehe. Mimo jiné konstatoval, že tento stroj je dobrý při manévrování v malé rychlosti a tak nehrozilo riziko, že by přeletěl přistávací dráhu. Nitschke si také pochvaloval na tu dobu dost vysokou letovou rychlost a dobré letové a přistávací vlastnosti, stabilitu během letu, postupného klesání, a při letu s jedním motorem, přičemž letoun netrpěl náklonem dopředu při vysunutí podvozku. Ale během druhého testovacího letu Nitschke odhalil, že stroj trpí podélnou nestabilitou při stoupání a letu v plné rychlosti a také to, že křidélka nemají požadovaný účinek.
Koncem roku 1935 byly vyrobeny prototypy civilní dopravní verze He 111c (V2, Werk-Nr.715, D-ALIX), vojenské bombardovací varianty He 111b (V3, D-ALES) a He 111 V4 (Werk-Nr.1968, D-AHAO), který představoval dopravní standard pro Lufthansu. Všechna čtyři prototypy se v detailech lišily, rozdíly byly i v půdorysu křídla a v jeho rozpětí.
D-ALES se stal prvním prototypem verze He 111A-1. Dne 10. ledna 1936 byl uznán nejrychleji letadlem na světě, přičemž jeho rychlost dosahovala 402 km/h. To však nebyla pravda, protože nejrychlejším letadlem v té době bylo Macchi M.C.72, které toto prvenství získalo již v roce 1934. He 111 by byl dosáhl ještě větší rychlost, pokud by byly instalovány motory DB 600 o výkonu 746 kW (1 000 hp). Ale německý letecký průmysl nedisponoval motory s větším výkonem než 447 kW (600 hp) a tak byl Heinkel nucen použít motor BMW VI.
Druhý a čtvrtý prototyp vstoupily do služby u Lufthansy v roce 1936, kdy výrobní linku v Rostocku začaly opouštět jak vojenské bombardéry He 111B, tak civilní dopravní He 111C. Obě varianty měly společné pohonné jednotky, vidlicové stojaté kapalinou chlazené dvanáctiválce BMW VI po 551 kW s třílistými vrtulemi. Prototypy měly dvoulisté.
K Lufthanse se dostalo šest kusů verze C. He 111C-01 (Werk-Nr.1828, D-AMES, „Nürnberg“), He 111C-02 (Werk-Nr.1829, D-AQYF, „Leipzig“), He 111C-03 (Werk-Nr.1830, D-AXAV, „Köln“), He 111C-04 (Werk-Nr.1831, D-ABYE, „Königsberg“), He 111C-05 (Werk-Nr.1832, D-AQUA, „Breslau“) a He 111C-06 (Werk-Nr.1833, D-ATYL, „Karlsruhe“).
Heinkly začaly létat na spěšných linkách z Berlína přes Poznaň do Varšavy a zpět, z Berlína pres Gdaňsk do Königsbergu a podílely se rovněž na části spoje s Moskvou ve spolupráci s rusko-německou společností Deruluft.
Na pravidelných linkách se objevil také čtvrtý prototyp pojmenovaný „Dresden“, zatímco druhý prototyp „Rostock“ se testoval na kontinentálním úseku poštovního spoje do Jižní Ameriky. V roce 1937 letouny D-ALIX, D-AHAO a D-AXAV převzala jednotka Luftwaffe zvaná Kommando Rowehl a specializovaná na tajné špionážní fotoprůzkumné lety. Při jedné takové akci na Východě byl D-ALIX ztracen. Jako náhradu Heinkel Lufthanse dodal dva stroje verze He 111G-01. Werk-Nr.2534, D-AEQA, „Halle“ stavěný jako prototyp V12 a He 111G-02 Werk-Nr.2535/V13, D-AYKI, „Magdeburg“.
Varianta G již měla zjednodušená křídla s přímými náběžnými a odtokovými hranami místo starších eliptických, základní půdorys křídla však zůstal. Ke dvěma strojům verze G přibyly další dva letouny He 111G-3 poháněné hvězdicovými motory BMW 132D a H o výkonu 647 kW každý. Šlo o exempláře Werk-Nr.1884/V14, D-ACBS, „Augsburg“ a Werk-Nr.1885/V15, D-ADCF, „Dresden“, již druhý toho jména. Aby se rozlišilo mezi verzemi G-0 s kapalinou chlazenými motory a G-3 s hvězdicovými motory chlazenými vzduchem, začalo se pro G-3 používat označení He 111L.
Společnost Heinkel postavila ještě další civilní prototyp He 111G-4 (V16, D-ASAR) s pohonnými jednotkami Daimler-Benz DB 600G, který byl určen jako osobní stroj polního maršála Erharda Milcha.

## Výroba

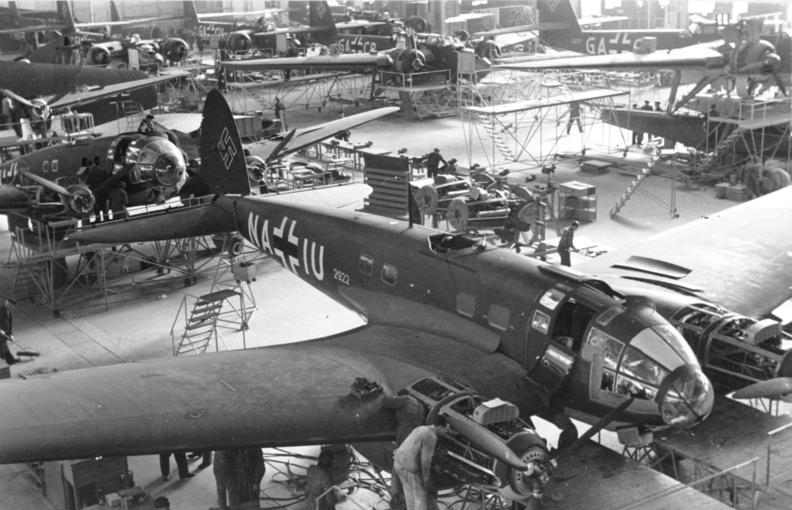
Výroba Heinkelu He 111P v roce 1939.

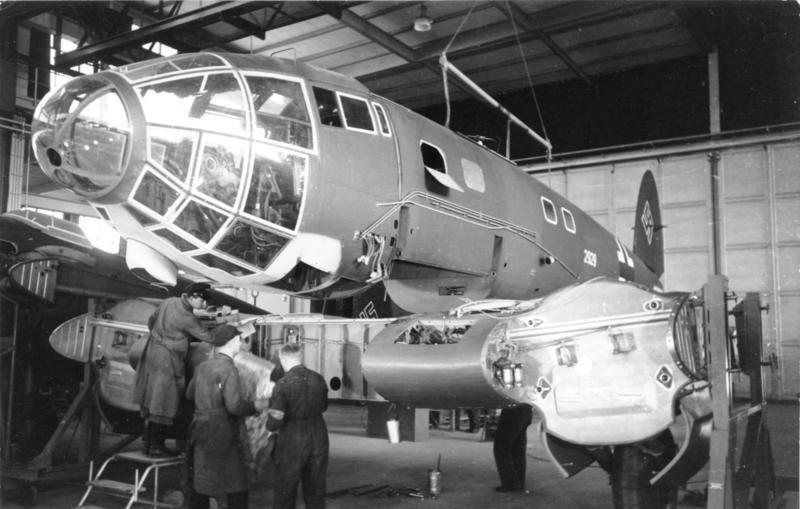
Instalace křídla Heinkelu He 111P-4 s výrobním číslem 2929.

Kvůli uspokojení poptávky po Heinkelu He 111 byla postavena továrna v Oranienburgu. Stavba začala 4. května 1936 a přesně o rok později sjel z výrobní linky první He 111. Úřad managementu RLM Ernstu Heinkelovi navrhl, aby továrna nesla jeho jméno. Firma Ernst Heinkel GmbH byla založena s podílovým kapitálem 5 000 000 RM, přičemž Heinkelův podíl byl 150 000 RM. Továrna byla postavena a vlastněná Německým státem. Z této továrny sjelo z výrobní linky v první rok války 452 ks He 111 a 69 ks Junkersu Ju 88.
Německá výroba pro Luftwaffe byla 808 strojů He 111 do září 1939. Podle Heinkelových memoárů bylo v roce 1939 postaveno dalších 452 ks He 111, čímž se celkový vyrobený počet zastavil na 1 260 vyrobených strojích. Ale stroje vyrobené v roce 1940 utrpěli v bitvě o Británii obrovské ztráty, kdy bylo sestřeleno 756 bombardérů. Mezitím se výroba Junkersu Ju 88, hlavního konkurenta He 111, zvýšila na 1 816 ks, což bylo 26krát více než předešlý rok. Ztráty v předchozím roce byly značné taktéž na balkánské a východní frontě. Kvůli kompenzaci byla výroba He 111 zvýšena na 950 ks v roce 1941 a v roce 1942 se ještě zvýšila na 1 337 ks. Počet vyrobených Ju 88 byl však ještě vyšší, přičemž bylo vyrobeno více než 3 000 strojů v roce 1942, z čehož 2 270 bylo v bombardovací verzi. V roce 1943 se výroba He 111 opět zvýšila a to na 1 405 ks. Přesto ho Ju 88 stále převyšoval v počtu vyrobených kusů, i když výroba He 111 dosáhla 2 160 ks v roce 1943.
Spojenecká bombardovací ofenzíva a konkrétně "Velký týden" selhal v poškození výroby v továrně Heinkelu. Od té doby, až do posledního čtvrtletí roku 1944, bylo vyrobeno 765 Heinkelů He 111. V téže době vyrobil Junkers 3 013 ks Ju 88, z čeho bylo 600 bombardérů. Během let 1939 - 1944 bylo celkem vyrobeno 5 656 Heinkelů He 111, ve srovnání s 9 122 ks Ju 88. V té době se Luftwaffe dostala do strategické defenzívy a tak byla výroba bombardérů a s ní i výroba He 111 pozastavena. Výroba v září, posledním výrobním měsíci roku 1944, zahrnovala 118 bombardérů. Z toho bylo vyrobeno 21 ks Junkersu Ju 87, 74 ks Junkersu Ju 188, 3 ks Junkersu Ju 388 a 18 ks Arada Ar 234. Z Heinkelových typů byly vyrobeny pouze 2 ks Heinkelu He 111 a žádný He 177.

## Bojové nasazení
Heinkel He 111 byl jedním z nejpočetnějších německých bombardérů druhé světové války. Byl navržen v polovině třicátých let 20. století a ve službě vydržel až do roku 1945, přičemž jeho španělská kopie CASA 2.111 zůstala ve službě až do roku 1973.

### Čína

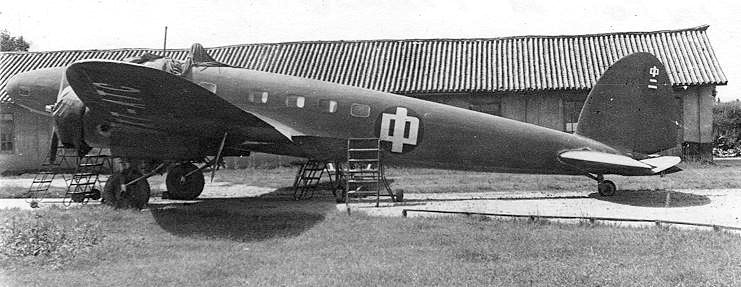
Čínský Heinkel He 111A s hvězdicovými motory, který se zřítil v Kunmingu 23. prosince 1944.

První bombardovací verzí Heinkelu He 111, která se dostala do výroby, byl He 111A-0, z níž bylo na konci roku 1935 10 předsériových strojů dodáno k testování. Výkon těchto strojů, poháněných 2 motory BMW VI byl zklamáním a Luftwaffe letadlo odmítla. Ale čínská vláda v Kantonu byla méně vybíravá a zakoupila 6 letadel He 111A-0, která převzala v polovině roku 1936 a zařadila do služby v čínských vzdušných silách v listopadu - prosinci 1936.
Číňané použili své He 111 v druhé čínsko-japonské válce, která začala 7. července 1937, přičemž operační nasazení bylo pozdrženo nedostatkem vhodných pum. Na své první misi, náletu provedeném pěti He 111 a šesti Martiny 139, proti japonským silám u Šanghaje, nechaly nezkušené posádky otevřené zatahovatelné trupové gondoly. To způsobilo, že Heinkely neudržely krok s bombardéry Martin a tři z pěti strojů byly sestřeleny japonskými stíhačkami. Jeden He 111 byl vytažen z depozitu v prosinci 1943, osazen hvězdicovými motory Wright Cyclone a převeden na dopravní letadlo.

### Španělská občanská válka

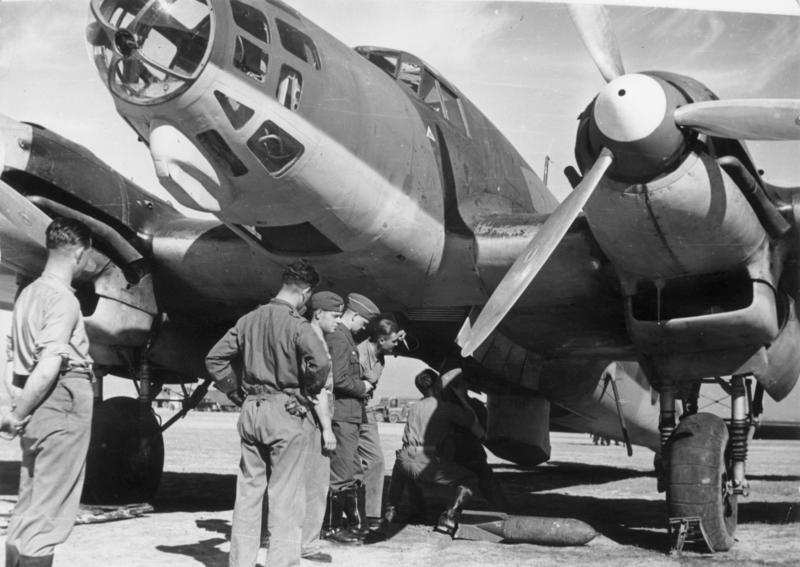
He 111E Legie Condor

Počáteční bombardovací síla Legie Kondor, německé dobrovolnické podpůrné formace podporující Frankův režim, se skládala z dopravních/bombardovacích letadel Junkers Ju 52/3m. Ty se však ukázaly být zranitelné stíhačkami Polikarpov I-15 a I-16, přičemž Němci utrpěli těžké ztráty. Proto bylo rozhodnuto do Španělska vyslat jedny z nejmodernějších německých bombardérů. Jednak to bylo kvůli zhodnocení nového stroje v bojových podmínkách a také k použití účinné síly proti republikánům. V únoru 1937 dorazily do Španělska čtyři He 111B, spolu se čtyřmi Dorniery Do 17 a čtyřmi Junkersy Ju 86, vytvářejíce tak letku jednotky Kampfgruppe 88.
Svou bojovou premiéru měly He 111 dne 9. března 1937, když zaútočily na republikánské letiště ve snaze podpořit bitvu o Guadalajaru. Ukázalo se, že He 111 je lepší než ostatní dva typy německých středních bombardérů, přičemž byl rychlejší a měl větší nosnost. Počáteční ztráty byly malé a další dodávky z Německa umožnily koncem října 1937 celkové přezbrojení Kampfgruppe 88 na stroje He 111. Následující dodávky vylepšené verze He 111E umožnily předání starších typů He 111B španělským nacionalistům, kteří v srpnu 1938 zformovali Gruppo 10 - G - 25. Na konci španělské občanské války, 1. dubna 1939, bylo ztraceno v boji jen 21 letadel, 15 při nehodách a jeden při sabotáži. Zbývajících 58 Heinkelů tvořilo základ letectva nového Španělského státu.

### Polské tažení

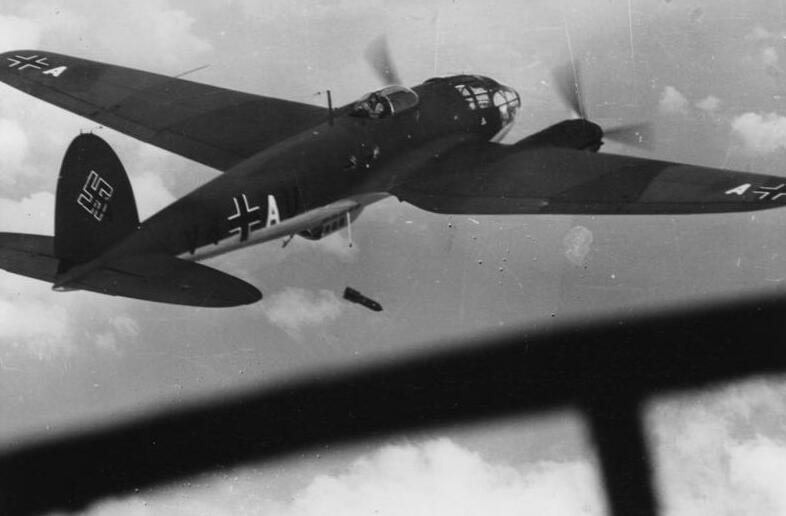
He 111 během útoku na Polsko.

Během německé invaze do Polska bylo nasazeno 5 jednotek vybavených He 111. Těmito jednotkami byly Kampfgeschwader 1 (KG 1), Kampfgeschwader 4 (KG 4), Kampfgeschwader 26 (KG 26), Kampfgeschwader 27 (KG 27) a Kampfgeschwader 53 (KG 53). Všechny tyto jednotky, s výjimkou KG 4, byly zařazeny do letecké armády Luftflotte 1, pod velením generála - polního maršála Alberta Kesselringa. Jednotka KG 4 operovala pod velením Luftflotte 4. Heinkel He 111 podnikal průniky ve středních výškách a podporoval pozemní vojska německé armády. Zúčastnil se i bitvy na Bzuře, kde byla polská armáda Poznań a armáda Pomoří prakticky vyhlazené leteckým útokem. Rozsáhle se zúčastnil  obléhání Varšavy. V průběhu tažení se Luftwaffe domnívala, že se její bombardéry budou schopny přiměřeně bránit, ale pokud se zastaralá hornoplošná polská stíhačka PZL P.11 dostala do boje s He 111, byla schopna i přes své omezené palebné síle a aerodynamickým nedostatkem způsobit bombardéru značná poškození.

### Podivná válka

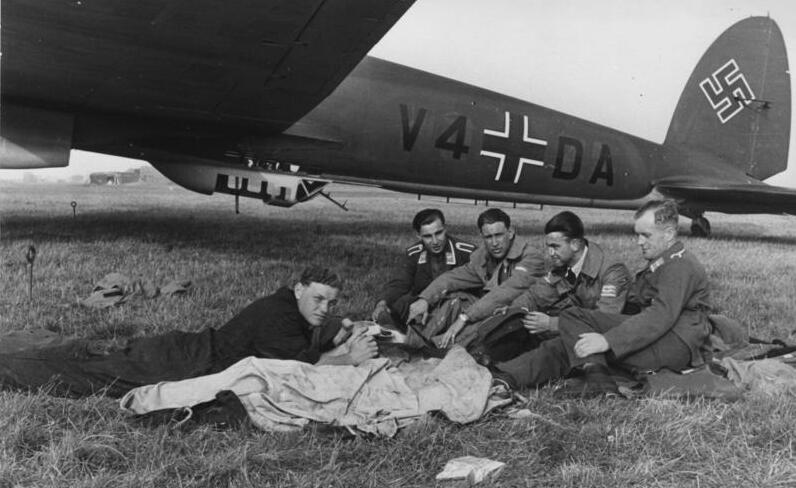
Posádka Heinkelu He 111 se připravuje na bojovou misi, Východní Prusko, 1939.

V době podivné války byl He 111 pověřen strategickým bombardováním nad Severním mořem a bombardováním námořních základen ve Spojeném království, jako způsob útoku na Královské námořnictvo. Dne 9. listopadu vydal Adolf Hitler direktivu č. 9, která určovala jako cíl největší důležitosti britské námořnictvo. Vědom si zničující blokády, která zničila německé snahy během první světové války, direktiva určovala jako primární cíle bombardování britské sklady obilí a oleje, zaminování britských mořských tras a přímé útoky na britské obchodní loďstvo. V říjnu 1939 bylo podniknuto několik náletů na Home Fleet, zakotvenou ve Scapa Flow a Firth of Forth. Konkrétním cílem byl křižník HMS Hood. Záchytné stíhání bylo prováděno squadronami RAF, vybavenými letadly Supermarine Spitfire a Hawker Hurricane, které utrpěly jen občasné ztráty. Jeden z významnějších incidentů se odehrál 22. února 1940 během operace Wikinger. Kampfgeschwader 26 byla pověřena útoky na rybářské lodě v regionu Dogger Bank. Kriegsmarine podezřívala tyto lodě z toho, že jsou používány jako lodě včasné výstrahy, zjišťující pohyby německých válečných lodí v Severním moři, které v té době podnikaly výpravy ke zničení spojeneckého obchodního loďstva. Ve stejné době byla německá námořní flotila Zerstörerflottille 1 vyslána do této oblasti, ve snaze poškodit spojenecké obchodní loďstvo. Mezi německými loděmi a otevřeným mořem se nacházelo obrovské minové pole, které mělo zabránit Královskému námořnictvu dostat se k Helgolandské úžině. V tomto poli ležela 10 km široká mezera, kterou se Němci měli proplížit. Ale spojení mezi Luftwaffe a Kriegsmarine se přerušilo. Proto jednotka Kampfgeschwader 26 nebyla seznámena s přítomností německých torpédoborců v této oblasti. Napadaje z výšky 1500 m, Heinkely He 111 potopily lodě Leberecht Maass a Z3 Max Schultz, přičemž o život přišlo 600 německých námořníků.

### Norské tažení

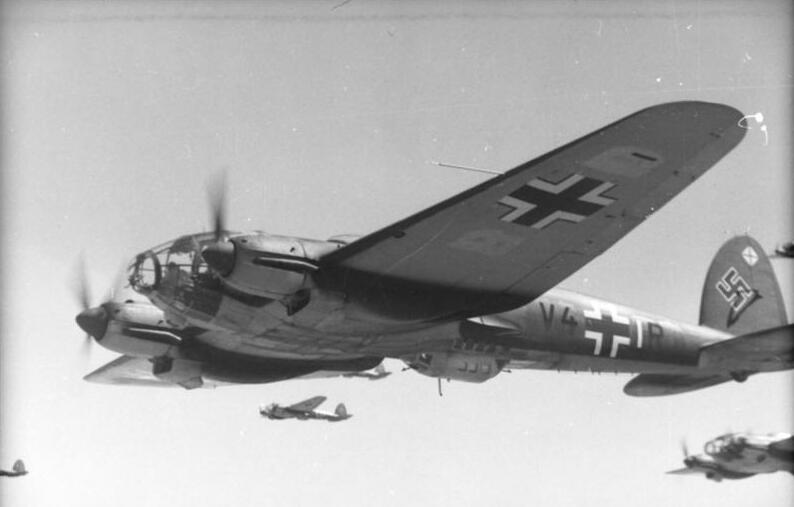
Heinkel He 111 jednotky Kampfgeschwader KG 1, červen 1940.

Při operaci Weserübung, invazi do Norska a Dánska, tvořil He 111 základ bombardovacího letectva. Nasazené byly jednotky KG 4, KG 26 a KGR 100. Okupace Dánska byla ukončena za 24 hodin a s minimálními oběťmi a žádnými ztrátami ve vzduchu. Prvním obecným úkolem He 111 spolu s Luftwaffe, bylo kompenzovat nadřazenost britského námořnictva v Severním moři. Na podporu německé útočné skupiny směřující do Osla, složené z těžkých křižníků Blücher a Lützow , lehkého křižníku Emden, tří ponorek a osmi minolovek s 2 000 muži na palubě, byly určeny He 111 jednotky KG 26. Heinkely He 111 nebyly schopny zabránit potopení Blücheru a bitvě o Drøbak Sound, vedené z pevnosti Oscarsborg. Kampfgeschwader 26 se zaměřila na Drøbak z toho důvodu, že ostatní opevněné body již byly dobyty, ale po bombardování 250 kg pumami SC 250, se Norové vzdali. Dne 9. dubna 1940 Heinkely He 111 jednotky KG 26 pomohli Junkersům Ju 88 jednotky KG 30 poškodit válečnou lod HMS Rodney a potopit loď HMS Gurkha. Po zajištění zbytku Norska se He 111 zúčastnil bitvy o Narvik a protilodním misím proti spojeneckým posilám, dodávaným do Norska po moři v květnu a červnu 1940.

### Francouzské tažení

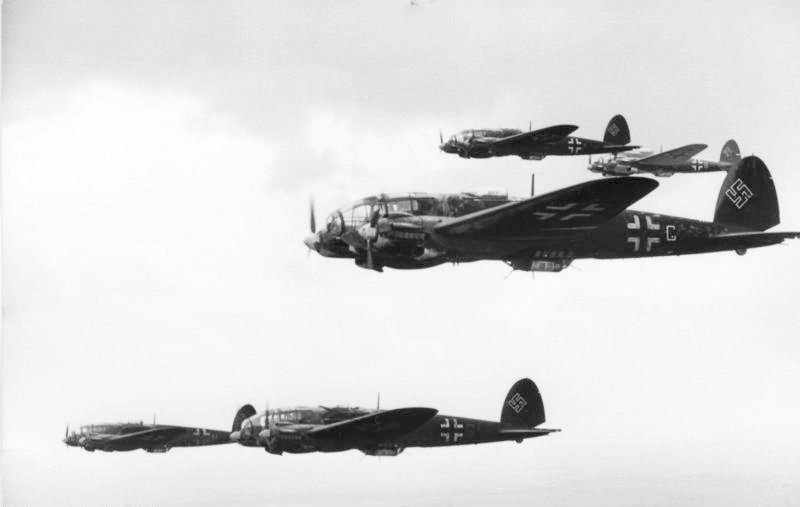
Heinkely He 111 ve formaci nad Francií, 1940.

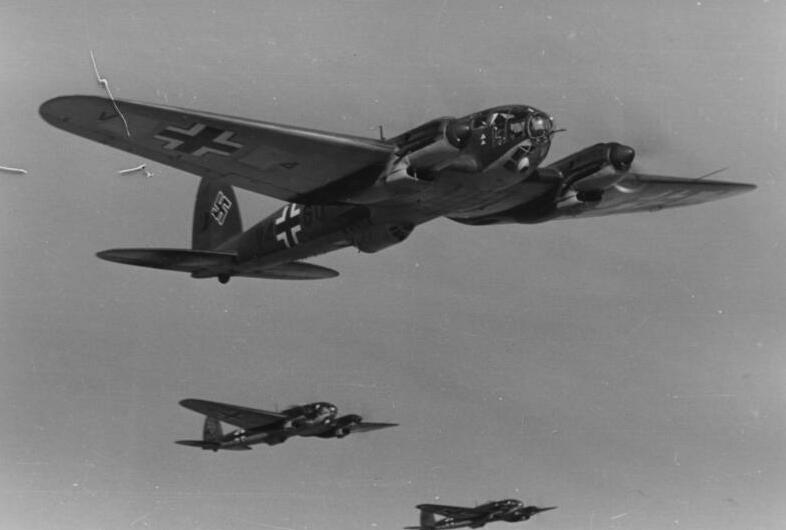
He 111 jednotky Kampfgeschwader 1, 21. červen 1940.

Francouzské tažení začalo 10. května 1940. Jednotky vybavené He 111 se setkali jen se slabým a nekoordinovaným spojeneckým stíhacím odporem nad Belgií a Holandskem. Dne 14. května 1940 se He 111 jednotky KG 54 zúčastnily bombardování Rotterdamu, přičemž byly zničeny velké části města poté, co He 111 shodily 91 - 100 tun bomb. Nizozemci se vzdali brzy ráno následujícího dne, ukončíc tak bitvu o Nizozemsko. Většina jednotek utrpěla během první fáze lehké až mírné ztráty. Výjimkou byla jednotka KG 27, která utrpěla nejtěžší ztráty z jednotek vybavených He 111 nad francouzským sektorem. Koncem prvního dne bylo ztraceno sedm He 111, dva byly odepsány a pět poškozeno. He 111 pomohl při průlomu k Lamanšskému průlivu a porážce francouzských sil u Sedanu, spojenecké protiofenzívě v bitvě o Arras a asistoval německým obkličujícím silám během bitvy o Dunkerque.
Během průlomu u Sedanu bylo německými jednotkami odlétáno 3 940 misí proti francouzským pozicím, z nichž většina byla vybavena He 111. Výsledkem byl francouzský kolaps, který umožnil vytvořit kleště, navržené v plánu operace Fall Gelb. He 111 byl se svojí větší nosností také pověřen zničením francouzské železniční sítě v regionu Reims a Amiens. Tyto útoky byly klíčové z hlediska zabránění přísunu francouzských posil a stahování jejich vojsk. V důsledku toho byl jakýkoliv francouzský protiútok proti německému levému křídlu nemožný. Po ukončení operace Fall Gelb se jednotky He 111 začaly připravovat na operaci Fall Rot. Operace Paula se zúčastnilo kolem 600 He 111 a Do 17, jejímž úkolem bylo konečné zničení francouzských vzdušných sil nad Paříží a okolí. Ale následující souboje a bombardování selhaly ve zničení toho, co z Armée de l' Air zůstalo. Kromě malých výjimek byly ztráty He 111 lehké. He 111 si počínal dobře i přesto, že ztráty byly vyšší než v jakémkoli předchozím tažení, což bylo způsobeno lehkou defenzivní výzbrojí. Ta se měla naplno projevit během bitvy o Británii, první velkou zkouškou slabosti obranné výzbroje He 111.

### Bitva o Británii

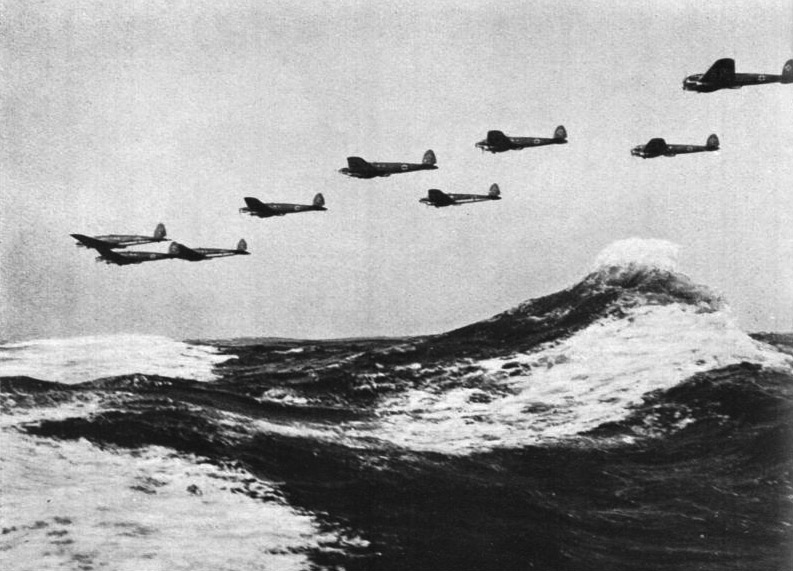
Heinkely He 111 při letu nad průlivem La Manche, 1940.

Na tažení proti Británii Luftflotte 2 a Luftflotte 3 nasadili 34 skupin, z nichž bylo 15 vybaveno Heinkely He 111. Zbytek tvořily jednotky vybavené stroji Do 17 a Ju 88 . Výkony Ju 88 a He 111 byly shodné, až na rychlost, kde byl Ju 88 rychlejší. Rychlejším byl i Do 17, ale tomu chyběla nosnost pum, kterou měly Ju 88 a He 111. Během Bitvy o Británii se He 111 dařilo lépe než Ju 88, vynikla tam i důležitá vlastnost He 111 vydržet těžké poškození v boji. Přesto se však projevila potřeba instalace těžší výzbroje a také potřeba doprovodných stíhaček Bf 109 a Bf 110 , jestliže měly ztráty udržet na přijatelné úrovni. Také soustředění celé posádky do prosklené kabiny dělalo He 111 zranitelným při koncentrované palbě při čelním útoku .
Pokroky dosažené v červenci a srpnu 1940 byly ztraceny při změně strategie bombardování, zaměřené od 7. září 1940 na bombardování britských měst. Od té chvíle se od He 111 požadovalo strategické bombardování, něco na co nebyl zkonstruován. Přesto He 111 měl dost velký potenciál ke způsobení velkých škod při ničení strategických cílů, jedním z příkladů bylo zničení továrny na výrobu letadel De Havilland Mosquito u Bristolu, provedené jednotkou Kampfgeschwader 55, 30. srpna 1940. O měsíc později, 26. září, Kampfgeschwader 55 zničila svými He 111 ve Woolstonu továrnu na výrobu stíhaček Supermarine Spitfire. Tento útok způsobil zavření továrny a rozdělení výroby, přesto přerušení výroby však nebylo tak vážné jako během července a srpna 1940 .
Během Blitz u byly He 111 osazeny navigačním systémem Knickebein. Tento systém měl za úkol zvýšit navigační schopnosti He 111. Několik strojů osazených tímto systémem bylo zbytečně riskantně nasazeno při rušivých náletech na Londýn, během zimy 1939 - 40. Později byl Knickebein vylepšen a přejmenován na X - Gerät, od kterého se očekávalo zvýšení přesnosti při bombardování do takové míry, že by byl schopen útočit na jednotlivé budovy. Zanedlouho byl zaveden systém Y - Gerät, vylepšená verze předchozího zařízení.

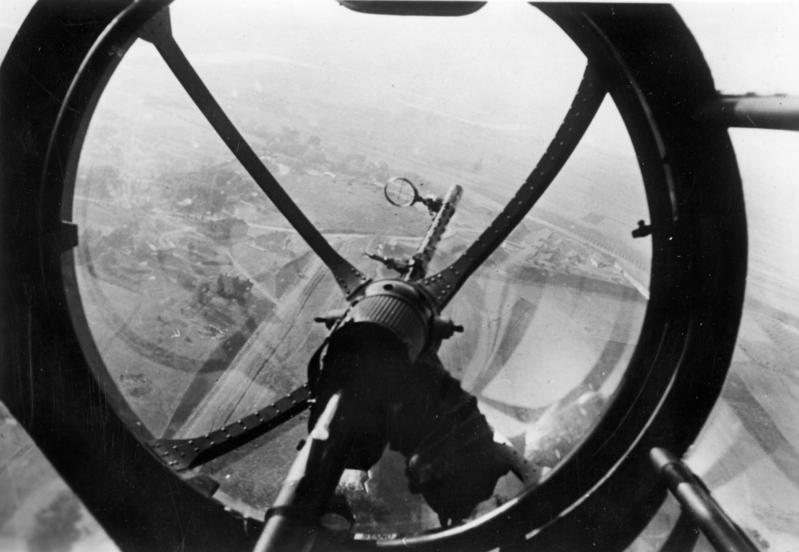
Pohled z kabiny He 111. Takový typ kabiny se ukázal být při čelním útoku velmi zranitelný.

Dne 3. listopadu 1940, se RAF naskytla příležitost otestovat He 111 i se svým vybavením. Bombardér nouzově přistál u pobřeží a částečně se ponořil. Kapitán Královského námořnictva se ujal vedení operace na vytažení stroje, protože měl vyšší hodnost, než přítomný armádní důstojník. Kapitán trval na tom, aby byl He 111 odtažen do hlubší vody, dokud bude vytažen, ale lana se přetrhla a letadlo se potopilo. Nakonec se stroj podařilo vytáhnout, ale slaná voda se již dostala do systému Gerät.
Luftwaffe se snažila útočit na průmyslové, dopravní a civilní cíle najednou, ale to se jí nepodařilo. Přesto se jí však při bombardování Birminghamu, Bristolu, Barrow, Coventry, Liverpoolu, Plymouthu a Southamptonu podařilo způsobit ohromné škody. Některé z těchto cílů byly zakryty mraky, ale He 111 vybaveny systémem X - Gerät způsobily těžké škody. Britové se bránili použitím falešných cílů k přilákání pozornosti bombardérů a systémem Meacon, který rušil komunikační systém Luftwaffe.
Během bojů, mezi červencem a říjnem 1940, bylo zničeno 242 ks He 111, což je méně než 303 zničených Ju 88. Nejnižší ztráty měl Do 17, přičemž bylo zničeno 132 strojů, z alespoň tří nasazených typů německých bombardérů.

### Balkánské tažení
Tažení proti Jugoslávii a Řecku trvalo jen 3 týdny, ale He 111 v něm hrál klíčovou roli. Dne 6. dubna 1941 se He 111, přiřazené k Luftflotte 4, zúčastnily bombardování Bělehradu. Po krátkém postupu a dobytí Řecka také podporovaly síly Osy při Bitvě o Krétu, kde utrpěly jen malé ztráty. V té době se také podílely při Bitva o Maltu a bombardování Egypta a Suezského průplavu. Velký podíl na těchto náletech měla hlavně Kampfgeschwader 4, když během května a června 1941 bombardovala pobřežní cíle včetně Alexandrie a utrpěla ztrátu 6 strojů a 5 posádek.

### Nasazení v roli torpédového bombardéru

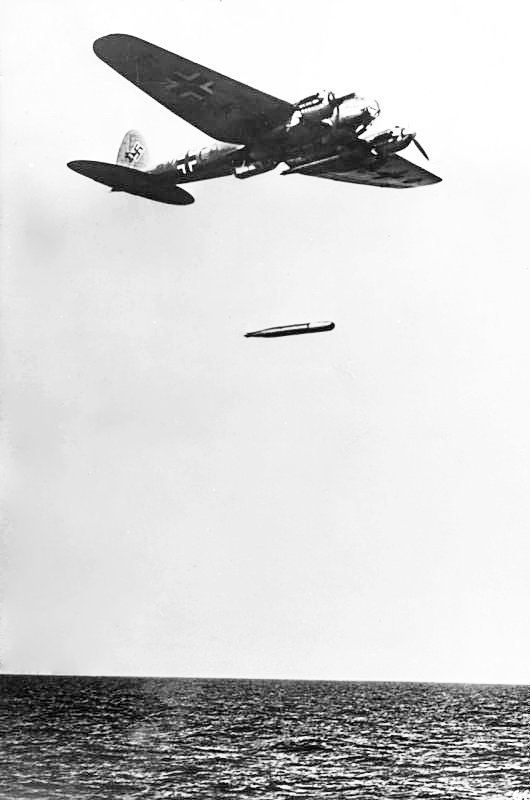
Heinkel He 111 při nácviku torpédového útoku, 10. říjen 1941

Během Bitvy o Atlantik a také ve Středozemním moři sloužil He 111 jako torpédový bombardér. V průběhu bitvy o Atlantik vytvořila Luftwaffe pro tento účel velitelství Fliegerführer Atlantik. Luftwaffe používala na jaře 1941 při útocích na obchodní lodě běžné pumy. To vyústilo k vysokým ztrátám na posádkách ale i na strojích He 111, protože útoky byly prováděny z malé výšky. Na konci dubna 1941 měla jednotka III./Kampfgeschwader 40 jen 8 z 32 původních posádek a musela být stažena z bojů.
Většina jednotek vybavených He 111 byla přezbrojena na rychlejší Junkers Ju 88 a Dornier Do 217, které také utrpěly ztráty, ale ne v takovém rozsahu jako He 111. Takovým ztrátám se mohlo předejít použitím kvalitního vzdušného torpéda. Německé námořnictvo od Norska v roce 1933 zakoupilo patenty na Hortonovo námořní torpédo a patent na torpédo Whitehead Fiume od Itálie v roce 1938. Přesto byl vývoj vzdušného torpéda pomalý. Při zkouškách v roce 1939 s použitím letadel Heinkel He 59 a Heinkel He 115 byla míra selhání až 49 %, a to z důvodů aerodynamických nedostatků, hloubkové ovladatelnosti a těsnění torpéda.
Až do roku 1941 dosahovala Luftwaffe v této oblasti velmi slabých výsledků. Když se v roce 1941 začala Luftwaffe o tuto oblast aktivně zajímat, Kriegsmarine protestovala proti jejímu zainteresování a spolupráci a požadavky Luftwaffe převzít vývoj byly zamítnuty. Jelikož bitva o Atlantik byla v plném proudu, Luftwaffe potřebovala torpédový bombardér aby stroje útočící na obchodní loďstvo nemusely být vybaveny dodatečnou obrannou výzbrojí. Bylo založeno několik škol v Aténách a v Gossenbrode v Německu, které se zabývaly výukou torpédového bombardování. Bylo zjištěno, že He 111 je velmi vhodný pro tuto roli a v prosinci 1941 dostala Luftwaffe povolení na vedoucí postavení ve vývoji nového torpéda. Zkoušky v Grossenbrode umožnily He 111 nést 2 torpéda, přičemž Ju 88 mohl nést stejný náklad a přitom byl rychlejší. Jednotka Kampfgeschwader 26 používala obě stroje; He 111 i Ju 88.
V letce I./KG26 sloužilo kolem 42 Heinkelů He 111, které do boje vzlétaly z Norska. Náklad He 111 sestával z italského 850kg torpéda Whitehead Fiume a německého lehkého 50 kg torpéda F5. Obě fungovala na vzdálenost 3 km při rychlosti 40 km/h. Bojová hlavice torpéda vážila více než 200 kg. Aby mohl pilot He 111 podniknout torpédový útok, musel klesnout na 40 m a snížit rychlost na 193 km/h. Minimální hloubka vody musela být alespoň 15 m. He 111 byl nasazen na operace v Arktickém oceánu proti arktickým konvojům, putující do SSSR ze Severní Ameriky a Británie . Jedno ze známějších nasazení byl útok jednotky I./KG 26 na konvoj PQ 17, v červnu 1942. Jednotce se podařilo potopit tři lodě a tři další poškodit. Celkem bylo potopeno 25 z původního počtu 35 obchodních lodí. KG 26 se také úspěšně podařilo zachytit konvoj PQ 16, kde potopila čtyři lodě, ale ztratila 6 posádek. Konvoj PQ 18 byl zachycen mezi 13. - 15. zářím 1942, přičemž bylo potopeno 13 ze 40 lodí, a Luftwaffe tento úspěch stál 40 letadel. KG 26 přišla při tomto nasazení o 20 strojů He 111 a 14 členů posádek. Jednotky vybavené He 111 pokračovaly v úspěšném nasazení i na jiných bojištích.
Takto se účastnil například protilodních operací proti sovětskému námořnictvu v Černém moři. Sovětské lodě se většinou plavily v noci a po jedné, což dělalo stíhání velmi složitým. Své lodě si Sověti důsledně chránili na moři i v přístavech. Protiletadlová palba byla během dne zničující a v noci byla posílena světlomety. Přesto to nezabránilo útokům jednotek He 111 s jistou dávkou úspěchu. Ve Středozemním moři se Spojencům podařilo v roce 1943 vybojovat nadvládu ve vzduchu, ale jednotka KG 26 pokračovala v svých operacích i nadále.
Heinkely He 111 útočily na spojenecké loďstvo podél afrického pobřeží ze základen na Sicílii a Sardinii, a to nejen ve dne, ale i v noci. Navzdory nočním stíhačům a protiletecké palbě se He 111 podařilo dostat až ke svým cílům. Ztráty byly stále nižší a nižší, zejména díky zkušenostem posádek a postupům při útoku. Podobné mise však musely být na jaře 1944 pozastaveny, zejména kvůli nedostatku posádek a letadel. V dubnu mohla spolu KG 26 nasadit už jen 13 strojů He 111 a Ju 88. S výjimkou I./KG 26 byly všechny jednotky přezbrojeny na Ju 88.

### Blízký východ, severní Afrika a Středomoří

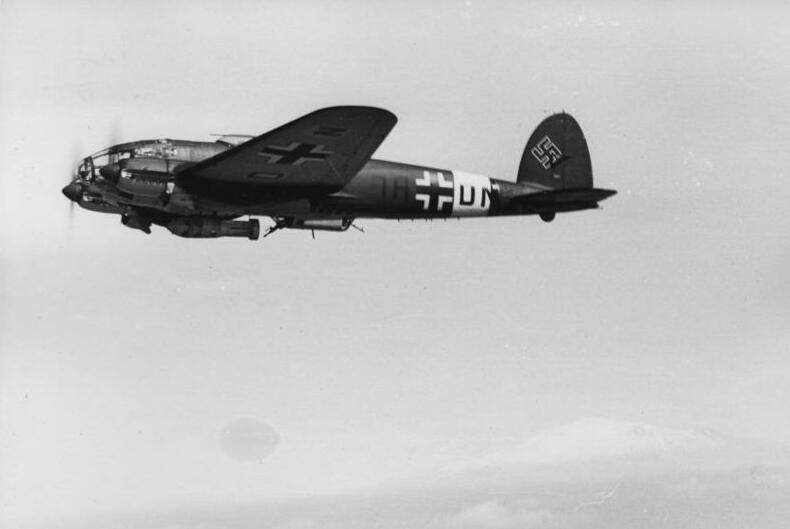
Heinkel He 111 jednotky Kampfgeschwader 26 nad Severní Afrikou, březen 1941.

V době povstání Aliho Rašída a následující Anglo - Irácké války se Luftwaffe a její He 111 bojově zúčastnily v jednotce 4.staffel.II./KG 4, nasazené na pomoc iráckým nacionalistům pod velením Fliegerführer Irák. He 111 nesly iráckou kamufláž, ale jejich pobyt byl velmi krátký. Následkem iráckého kolapsu byla tato jednotka 31. května 1941 stažena, jen 17 dní po svém příchodu. Záznamy ukazují, že se během svého nasazení He 111 zúčastnil 7 ozbrojených průzkumných letů a pěti bombardovacích misí proti základně Habbaniya, které zahrnovaly 20 posádek a shození 10 tun pum.
Italské selhání během počáteční fáze tažení v Severní Africe přinutilo Wehrmacht posílit síly Osy v regionu, což vedlo k 28 měsíční letecké kampani. Spolu s Ju 88 se He 111 účastnil ofenzivním hloubkovém bombardováni od úplného začátku tažení. V lednu 1941 se několik bombardovacích jednotek Luftwaffe zúčastnilo náletů proti anglickým a spojeneckým konvojům. Jednotka Kampfgeschwader 26 byla jako první pověřena tímto úkolem. Ale už při prvních náletech utrpěla značné ztráty, navzdory nepřítomnosti protivníků ve vzduchu. V noci z 17. na 18. ledna 1941 bylo vysláno 12 strojů jednotky KG 26 s úkolem bombardovat Benghází.

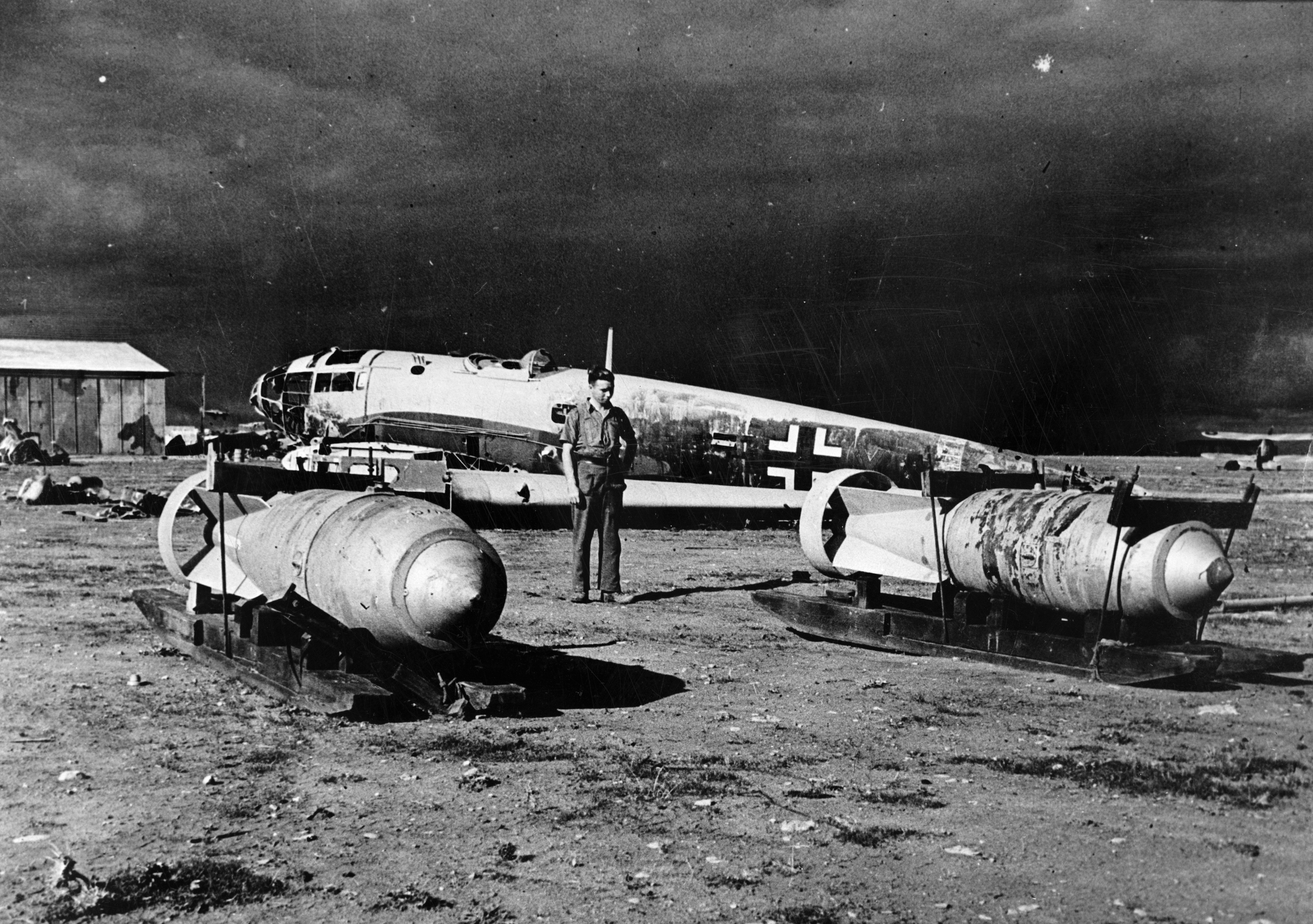
Vrak Heinkelu He 111H na letišti v Benghází, v popředí dvě 1000kg německé pumy SD 1000, začátek roku 1943.

Sedm strojů bylo ztraceno, když se zřítily kvůli nedostatku paliva. Přesto byly He 111 často úspěšné a tak potopili minolovku HMS Huntley a nákladní loď Sollum. Několik jednotek vybavených He 111 také podporovalo německou invazi na Krétu. Během Balkánského tažení a později invazi do Sovětského svazu, byla většina bombardovacích operaci v této oblasti svěřena strojům Junkers Ju 88 a Ju 87. Heinkely se do této oblasti vrátily během zimy 1941/42, době patové situace na sovětsko-německé frontě.
Během let 1941 - 1942 se malý počet He 111 zúčastnil obléhání Malty, následkem čehož se měl ostrov vzdát. Jelikož v té době se stíhací velitelství RAF soustředilo na operace v oblasti Lamanšského průlivu, potápěním obchodních a zásobovacích lodí se to Luftwaffe téměř podařilo. Spojenecké síly nacházející se na Maltě zvažovaly kapitulaci až do listopadu 1942, ale koncem tohoto měsíce útoky přestaly a obléhání skončilo.

### Východní fronta

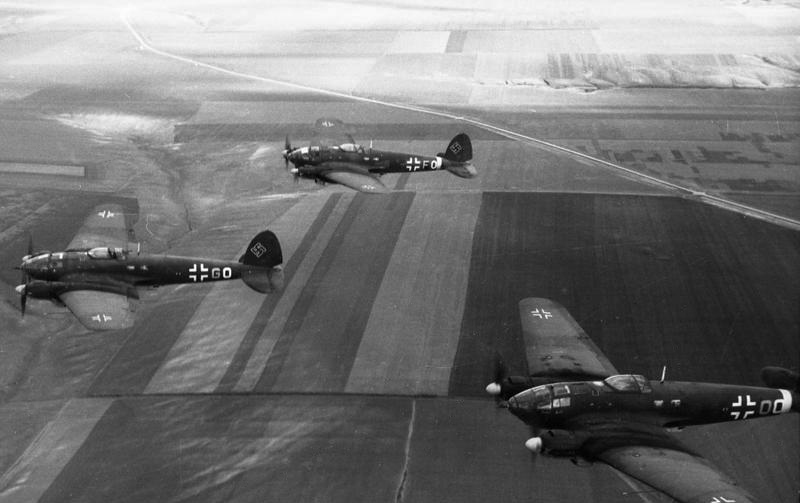
Trojice Heinkelů He 111 nad jižní částí SSSR, 1943.

22. června 1941 začal Adolf Hitler Operaci Barbarossa , německou invazi do Sovětského svazu. V té době stroje He 111 tvořily součást tří bombardovacích jednotek. Kampfgeschwader 53 , pod velením letecké armády Luftflotte 2, byla přidělena k skupině armád Sever. Kampfgeschwader 27 pod velením Luftflotte 4, přidělené k skupině armád Střed a jednotka Kampfgeschwader 55, přidělena 5. leteckému sboru.
Stejně jako v předešlých taženích měl He 111 poskytovat taktickou podporu německé armádě. O strategickém bombardování se uvažovalo jen málo. Velení se spoléhalo na to, že taková operace nebude nutná až do dobytí evropské části SSSR, na západ od linie spojující města Archandělsk a Astrachaň. Během let 1941 - 42 bylo taktické nasazení He 111 sníženo kvůli omezení manévrovatelnosti a zavalitému trupu. Jeho úkolem v té době bylo ničení tanků. Tehdy byly jedinými specializovanými bojovými stroji Junkers Ju 87 Stuka a Henschel Hs 123. Ale oběma chyběl potřebný dolet. Jediným možným řešením bylo použití letadel Ju 88 a He 111.
V této roli bylo několik jednotek úspěšných, když KG 55 zničila nebo poškodila 122 nákladních vagónů a 64 lokomotiv. Sověti však urychleně zavedli protiopatření; hustá koncentrace protiletadlového dělostřelectva začala způsobovat nárůst ztrát, hlavně u nezkušených posádek. Speciální letka (Eis)./KG 55 jednotky KG 55, utrpěla až 10 % ztráty. Během zimních bojů roku 1941 byl He 111 opět použit v roli dopravního letadla. Z Děmjanského kotle evakuoval He 111 až 21 000 vojáků, přičemž dopravil 24 300 tun jídla a výzbroje. Během bojů v obklíčení se He 111 ukázal jako nenahraditelný.

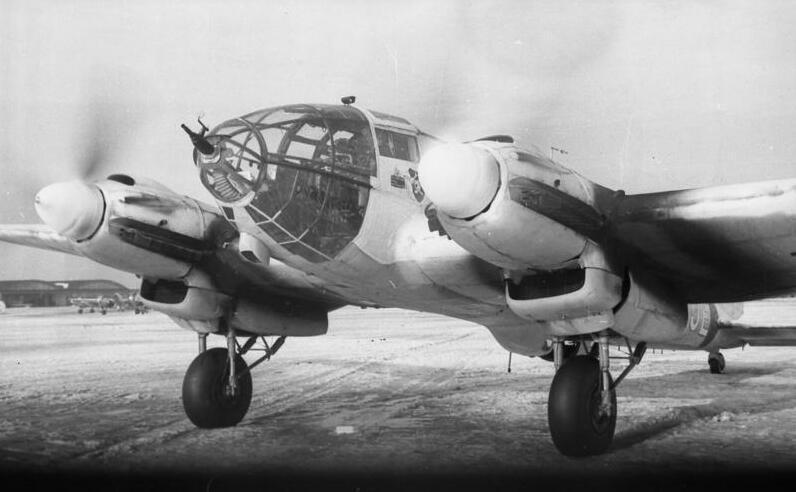
Startující He 111 v smývatelné zimní kamufláži, Rusko, leden 1943

Během roku 1942 se He 111 zúčastnil bitvy o Stalingrad . V průběhu sovětské operace Uran, která obklíčila německou 6. armádu, byl opět jednou nasazen jako dopravní a zásobovací letadlo. Ale německá operace selhala a šestá armáda byla zničena. Sovětská protiletadlová obrana kolem města zničila kolem 165 kusů He 111.
Poté byl již He 111 na východní frontě používaný ve stejných úkolech jako dříve a byl pověřen úkolem strategického bombardování. V období let 1941 - 42 nebylo bombardování sovětského průmyslu hlavním cílem velitelství Luftwaffe. To se však změnilo před bitvou v Kurském oblouku, kdy se uskutečnily pokusy ke zničení sovětské vojenské výroby.
Továrna na výrobu tanků GAZ byla během června 1943 vystavena sérii těžkých náletů. V noci ze 4. na 5. června 1943 Heinkely He 111 shodily 161 tun pum a způsobily tak obrovské poškození budov a výrobních linek. Všech 50 budov továrny GAZ č . 1, 9000 m dopravních pásů, 5 900 kusů vybavení a 8 000 tankových motorů bylo zničeno. Ale Němci se v svých odhadech při výběru cíle přepočítali. Vybombardovaná továrna totiž produkovala jen lehký tank T-70. Továrna č . 112, druhý největší výrobce silnějších tanků T-34, pokračovala nerušeně ve výrobě. Sovětská výrobní zařízení byla přestavěna nebo opravena v průběhu šesti týdnů. Továrna č. 112 vyrobila v roce 1943 2 851 ks tanků T-34, v roce 1944 to bylo 3 619 a v roce 1945 se podařilo dodat 3 225 ks. Luftwaffe také selhala při zničení Gorkého dělostřelecké továrny č. 92 nebo závodu na výrobu letadel Lavočkin La-5 a La-5FN. Nepodařilo se jí ani omezit ruské přípravy na nadcházející bitvu, ale He 111 se ukázal být schopným strategického bombardování.
Později, v témže roce, tvořil He 111 jádro strategické bombardovací ofenzívy Luftwaffe. V době sovětské ofenzívy na Dněpru vykonávaly jednotky vybavené He 111 útočné mise. Sovětské stíhačky však působily Luftwaffe během strategického denního bombardování vysoké ztráty. V důsledku toho byly německé posádky v zimě 1943 - 44 přeškoleny pro lety v noci. Ofenzíva začala v noci z 27. na 28. března 1944 a zúčastnilo se jí kolem 190 strojů He 111, které shodily v průměru 200 tun pum. V noci z 30. března na 1. dubna 1944 odlétaly 252 misí, což byl největší počet během trvání této ofenzívy. Hlavními cíli byla velitelská stanoviště na východní a západní Ukrajině.

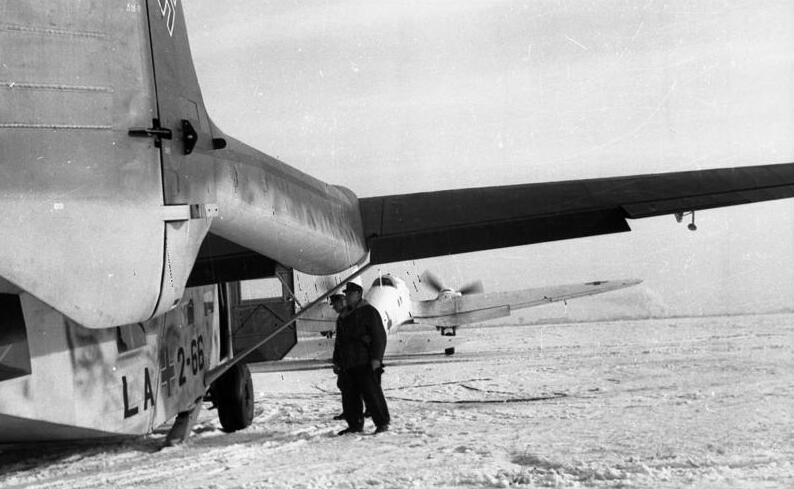
Heinkel He 111 s kluzákem Gotha Go 242 v Sovětském svazu, 1943.

Později během léta 1944 byly He 111 opět s úspěchem použity jako součást zmenšujícího se německého bombardovacího letectva. Německý průmysl začal stahovat své továrny na východ, mimo dosah bombardérů RAF a USAAF. V reakci na to USAAF začala létat ze základen v Sovětském svazu, kde po skončení mise i přistávala a po zopakování se vracela do Anglie. Jednotka IV. Fliegerkorps byla pověřena útoky na letiště, z nichž USAF operovala. Dne 21. června 1944, přistály stroje B-17 Flying Fortress patřící [8. letecké armádě USAAF, na letištích Mirgorod a Poltava poté co bombardovaly cíle v Maďarsku. Sověti však nezajistili dostatečnou protiletadlovou ochranu a tak IV. Fliegerkorps a její He 111 z KG 4 , KG 53 a KG 55 shodili 91 tun pum. Podařilo se jim zničit 44 ks B-17 a 15 stíhaček USAAF. Německé He 111 letěly ve výši 4 000 - 5000 m, přičemž nebyl zasažen ani jeden z nich. Po těchto událostech byly americké mise zastaveny. Němci za důvod považovali neschopnost Sovětů postarat se o přiměřenou protileteckou ochranu. Pravděpodobnějším důvodem však bylo získání základen v západní Evropě, odkud mohla letadla USAAF zasáhnout jakýkoliv cíl v Evropě bez použití sovětských letišť.

### Pozdější nasazení
Od jara 1943 se počet He 111 v operačních bojových jednotkách snižoval. Hlavní příčinou bylo zavedení silnějších bombardérů, konkrétně Junkersu Ju 88 a také Dornieru Do 217 , čímž byl He 111 tlačen do pozadí. Ofenzivní operace Luftwaffe byly kvůli spojenecké vzdušné nadvládě koncem roku 1943 zastavovány. Přesto však pokračoval ve službě na protilodních misích proti sovětskému námořnictvu v Černém moři. Pozdní verze He 111 H-16 byly osazeny protilodním radarem FuG 200 Hohentweil a jejich výzbroj tvořily různé typy protilodních střel, například Henschel Hs 293 L- 10 Friendensengel, Blohm & Voss Bv 143 nebo Blohm & Voss Bv 246 .
Jedinou z nich, která dosáhla operační status byla Hs 293, ovládaná naváděcím systémem FuG 203B Kehl III. Bombometčík naváděl raketu na cíl dálkovým řízením ovládacích ploch střely, přičemž po odpálení z letadla se na raketě zapálily poziční světlice, umožňující udržet vizuální kontakt s raketou, až do jejího zásahu cíle. Některé verze He 111, jako He 111 H-16/R3 a H-20/R2 nesli rakety V-1 na cíle v Londýně jako součást Hitlerova programu na pomstu za bombardování německých měst.

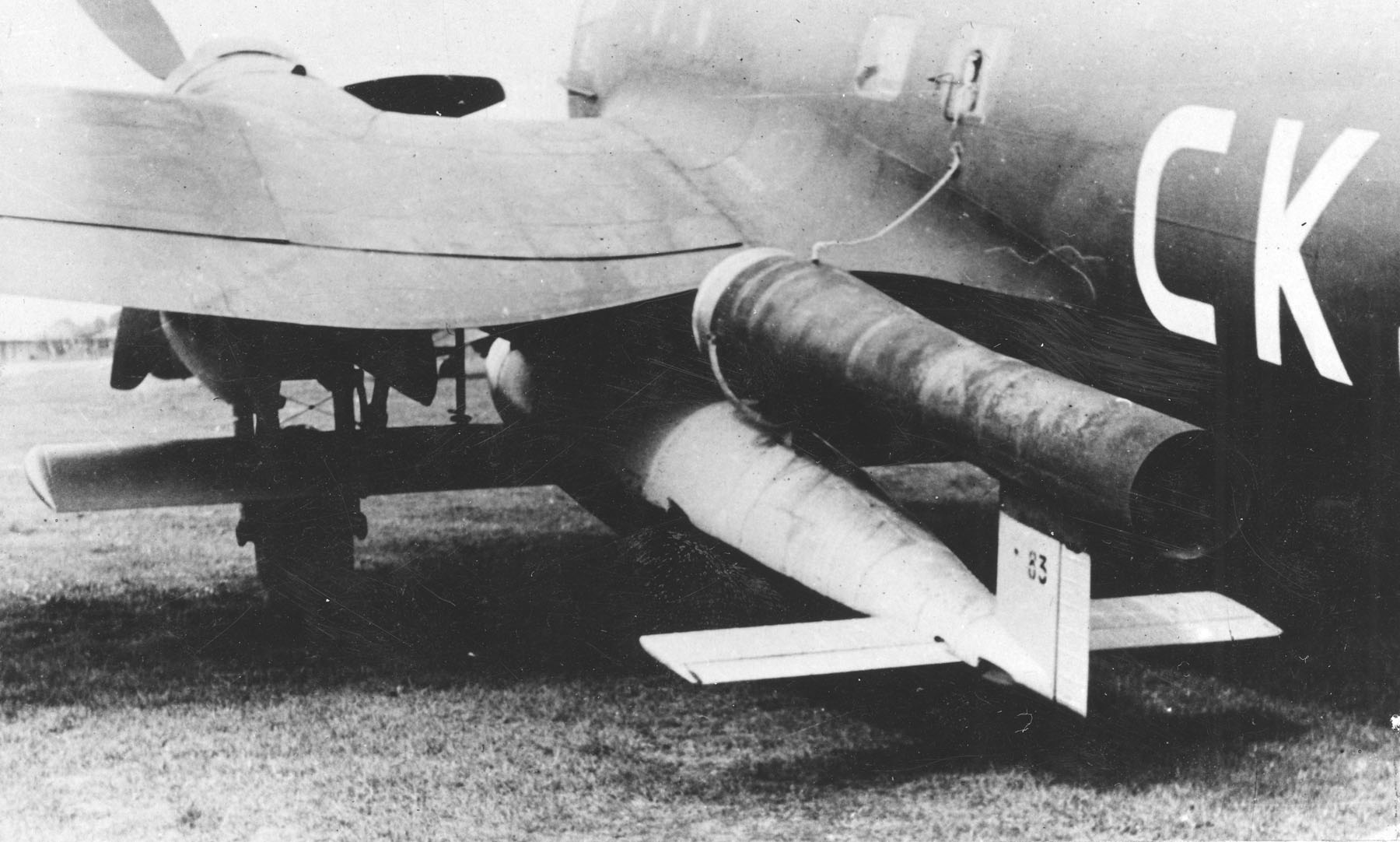
Heinkel He 111 H-16 nesoucí střelu Fieseler Fi 103, 1944.

Střely V-1 byly odpalovány ze severní Francie a Holandska, ale z 2 000 odpálených ks se nad Londýn dostalo jen 50%, přičemž 661 z nich bylo sestřeleno. Úloha nést střely V-1 byla přidělena He 111 H-21 a H-22 poté, co spojenecká vojska dobyla odpalovací zařízení v Nizozemsku. Podmínky za nichž operovaly He 111 koncem roku 1944 se velmi lišily od tzv. "Blitzu" z let 1940-41. Noční stíhačky RAF nesly radar AI Mk IV, operující v metrických vlnových délkách, který spolu s vysokým výkonem stíhaček De Havilland Mosquito způsobil, že se posádky německých bombardérů při svých letech musely držet nad Severním mořem až do Anglie nízko nad hladinou moře, aby se vyhnuly časné detekci. Při letech v malých výškách hrozilo riziko nárazu s převalujícími se vlnami, a tak na zajištění minimální šance na přežití posádky nosily těžké potápěčské obleky a nesfouknutelné plovací vesty, což dělalo průměrný let trvající 3 - 5 hodin velmi nepohodlným. Nálety většinou začínaly nad radiomajákem nad městem Dan Helder v Nizozemsku. Po dosažení odpalovacího bodu pilot vystoupal do výšky 500 m , vypustil svůj náklad a následně klesl na nízkou letovou hladinu. Zpáteční cesta byla stejně nebezpečná. Jednotky stíhaček Mosquito operovaly nad Nizozemskem a útočily na přistávající He 111. Koncem roku 1944 a začátkem 1945 byly He 111 opět používané v roli dopravního stroje. Mezi říjnem a listopadem 1944 pomáhaly evakuovat německé síly z Řecka a Jugoslávie. Jednotky vybavené letadly He 111 také evakuovaly lidi a vybavení z Budapešti během jejího obléhání, přičemž Kampfgeschwader 4 útočila na sovětské předmostí a shazovala do Dunaje miny ve snaze zabránit Rudé armádě překročit řeku. Zbývající He 111 byly z maďarské fronty staženy, po tom, co obléhání v únoru 1945 skončilo. Jejich úkolem poté, co se Sověti blížili k Berlínu , bylo ničení mostů přes Odru .

## Uživatelé

### Vojenští uživatelé
Bulharsko
- Bulharské letectvo

 Čínská republika
- Čínské nacionalistické letectvo

 Československo

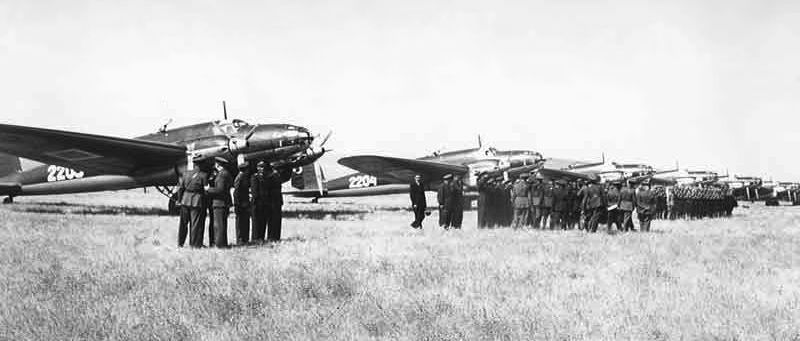
Heinkel He 111F tureckého letectva.

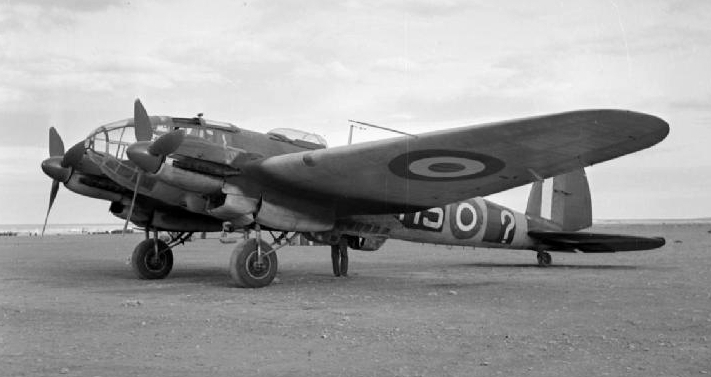
Heinkel He 111H ponechaný na letišti po ústupu následujícím po bitvě u El Alameinu.

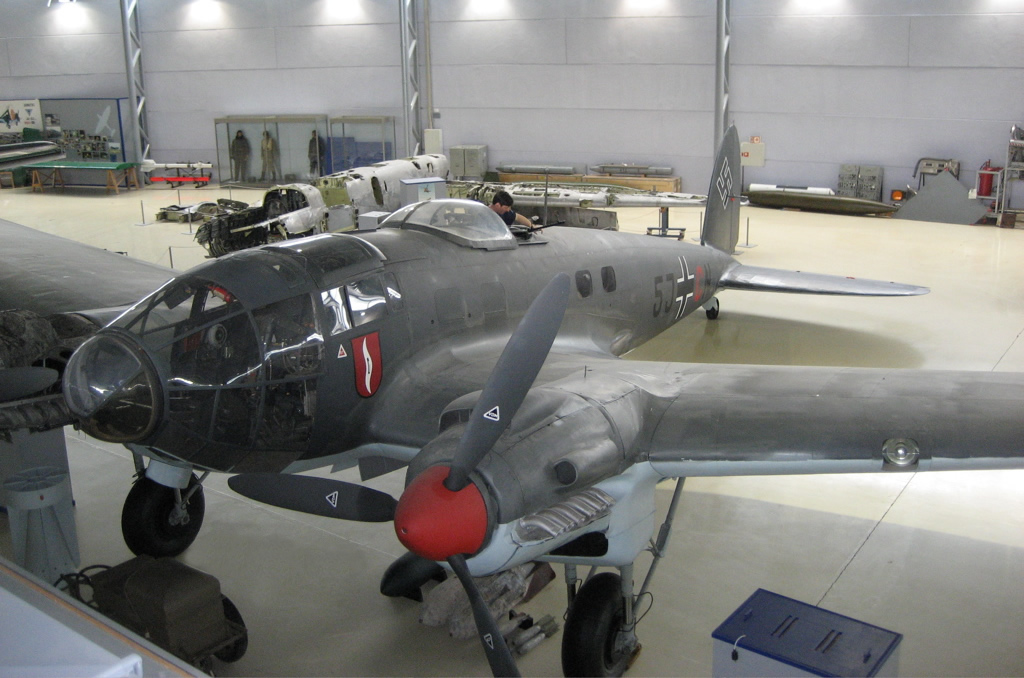
Dochovaný He 111 P-2, Wk Nr 1526, rok výroby 1939

- Československé letectvo používano po válce jako LB-77.

 Německo
- Luftwaffe

 Maďarsko
- Maďarské letectvo

 Rumunsko
- Rumunské letectvo

 Slovensko
- Slovenské vzdušné zbraně

 Španělsko
- Španělské letectvo

 Turecko
- Turecké letectvo používalo 24 letadel He 111F-1, první kusy byly dodány v roce 1937, a zbylá letadla byla ve službě až do roku 1944.

 Spojené království
- Royal Air Force používala různé varianty letadel He 111 ukořistěných během války a po ní.

 Spojené státy
- United States Army Air Forces po válce používalo několik ukořistěných strojů.

### Civilní uživatelé
Čínská republika
- Central Air Transport Corporation (CATC) používala jeden He 111A (předtím sloužil jako vojenský) vybavený hvězdicovými motory Wright Cyclone.

 Německo
- Deutsche Luft Hansa používala 12 letadel.

 Rumunsko
- Neznámý civilní uživatel v Rumunsku provozoval jeden upravený bombardér He 111. Letadlo neslo imatrikulační značku YR-PTP. Není známo, zda bylo německé nebo rumunské výroby, protože ani výrobní číslo letadla není známé.

## Specifikace (He 111H-6)

### Technické údaje
- Osádka: 5
- Rozpětí: 22,6 m
- Délka: 16,6 m
- Výška: 4,2 m
- Nosná plocha: 87,6 m²
- Plošné zatížení: 137 kg/m²
- Hmotnost prázdného stroje: 7720 kg
- Vzletová hmotnost: 12 030 kg
- Maximální vzletová hmotnost: 14 075 kg
- Pohonné jednotky: 2 × dvanáctiválcový vidlicový motor Jumo 211F-1, každý o výkonu 986 kW
- Poměr výkon/hmotnost: 0,082 kW/kg

### Výkony
- Maximální rychlost: 400 km/h
- Dostup: 8390 m
- Stoupavost: 5185 m za 20 min
- Bojový dolet: 2800 km s plnou zásobou paliva

### Výzbroj
- do sedmi kulometů MG 15 nebo MG 81 ráže 7,92 mm
- 1× kanón MG FF ráže 20 mm (v přídi letounu)
- 2× kulomet MG 131 ráže 13 mm (za kokpitem)
- 2000 kg pum v pumovnici nebo
- 2000 kg pum (přepravováno mimo pumovnici) a 1 × 500kg puma uvnitř pumovnice